# Бульйо-ін-Монте
Бульйо-ін-Монте (італ. Buglio in Monte) — муніципалітет в Італії, у регіоні Ломбардія,  провінція Сондріо.
Бульйо-ін-Монте розташоване на відстані близько 530 км на північний захід від Рима, 90 км на північний схід від Мілана, 15 км на захід від Сондріо.
Населення — 2035 осіб (2014).

## Демографія
Населення за роками:

Станом на 1 січня 2023 року в муніципалітеті офіційно проживало 36 іноземців з 17 країн, серед них 7 громадян країн Євросоюзу та 4 громадяни України.

## Сусідні муніципалітети
- Арденно
- Бербенно-ді-Вальтелліна
- К'єза-ін-Вальмаленко
- Колорина
- Форкола
- Торре-ді-Санта-Марія
- Валь-Мазіно